# Lewickie (gromada)
Lewickie – dawna gromada (najmniejsza jednostka podziału terytorialnego Polskiej Rzeczypospolitej Ludowej w latach 1954–72) z siedzibą GRN w Lewickich.
Gromady, z gromadzkimi radami narodowymi (GRN) jako organami władzy najniższego stopnia na wsi, funkcjonowały od reformy reorganizującej administrację wiejską przeprowadzonej jesienią 1954 do momentu ich zniesienia z dniem 1 stycznia 1973, tym samym wypierając organizację gminną w latach 1954–1972.
Gromadę Lewickie z siedzibą GRN w Lewickich utworzono – jako jedną z 8759 gromad – w powiecie białostockim w woj. białostockim, na mocy uchwały nr 11/V WRN w Białymstoku z dnia 4 października 1954. W skład jednostki weszły obszary dotychczasowych gromad Lewickie Wieś, Bronczany, Hermanówka, Koplany, Lewickie Kolonia, Niewodnica Nargilewska i Niewodnica Nargilewska Kolonia oraz obszar l.p. N-ctwa Dojlidy o pow. 99,45 ha ze zniesionej gminy Juchnowiec w tymże powiecie. Dla gromady ustalono 13 członków gromadzkiej rady narodowej.
31 grudnia 1959 gromadę Lewickie zniesiono, włączając ją do gromady Juchnowiec Dolny.